# Багінець Тарас Анатолійович
Багінець Тарас Анатолійович (* 22 лютого 1975, м. Харків) — органіст. Закінчив Харківський інститут мистецтв по класу фортепіано та орґана С. Юшкевича (1998). Від 1994 — соліст Харківської філармонії. 1996—99 — організатор щорічних Бахівських концертів, з 1999 — директор щорічного Бахівського фестивалю у Харкові. У репертуарі — твори для орґана 15—20 ст. Від 1994 постійно гастролює в Україні та за її межами (Німеччина, Швеція, Франція, Чехія, Данія, країни СНД). 2001 здійснив проект «Сторінки історії орґана»: упродовж сезону виконав 11 різних програм (Харків). Лауреат міжнародного конкурсу органістів у Санкт-Петербурзі (2005) — I премія, Міжнародного конкурсу органістів ім. М. Тарівердієва (Москва-Гамбург-Калінінград, 2005) — II премія, Спеціального призу конкурсу ім. М. К. Чюрльоніса за найкраще виконання творів литовських композиторів (Вільнюс, 2007), П'ятого Всеросійського конкурсу органістів (Казань, 2007) — I премія, Міжнародного конкурсу органістів ім. А. Ф. Гедіке (Москва, 2008) — II премія.

## Дискографія
- CD «Твори Й. С. Баха» (2000).